# 方廷璽
方廷璽（15世紀—16世紀），字信之，南直隸徽州府歙縣人，明朝政治人物。

## 生平
方廷璽是正德十四年（1519年）己卯科應天鄉試第三十二名舉人，嘉靖十四年（1535年）授山陰知縣，山陰近海，埭閘蓄洩不時為害縣民，他在海口設置石閘，並山為堤，引注積蓄之水灌溉鹽鹼之地，又於旱災時祈禱，蝗蟲不成禍患。

## 引用
1. 1 2  民國《歙縣志·卷六·人物志》：方廷璽，字信之，以舉人令山陰，其地近海，埭閘蓄洩不時為民患，廷璽立石閘楗海口，並山為堤，益注填閼之水以溉鹵地，歲旱多蝗，廷璽禱於神，蝗不為災。
2. ↑  民國《歙縣志·卷四·選舉志》：科目……明……（正德）十四年己卯鄉試……方廷璽 見宦蹟